# Fayat
 (janvier 2012).
Le groupe Fayat est une des grandes entreprises françaises du bâtiment et des travaux publics, quatrième derrière Vinci, Bouygues et Eiffage. Fayat annonce être en France le premier en construction métallique, ainsi que leader mondial en matériel de compactage. Le groupe Fayat s’est construit par le rachat de très nombreuses entreprises du BTP et de l’industrie.
La fortune de la famille Fayat est estimée en 2022 à 2,89 milliard d'euros.

## Historique
Elle a été fondée en 1957 et a été dirigée jusqu'en 2013 par Clément Fayat (1932-2022).
Clément Fayat est né le 24 janvier 1932 en Corrèze. Fils de maçon et petit-fils de paysan, il quitte très tôt l’école pour devenir à 15 ans apprenti maçon. À 17 ans, il est commis de chantier sur le barrage du Chastang en Corrèze. Après son service militaire, il rejoint les établissements Vincent, une entreprise située à Libourne (Gironde). C’est dans cette ville, qu’il rencontre Germaine, sa future femme.
En 1957, il crée à Libourne une entreprise de travaux publics, la SNT (Société Nouvelle de Terrassement).
Clément Fayat quitte la présidence du groupe, pour raison de santé à 81 ans, pour se retirer dans son château bordelais Clément Pichon. Ses deux fils dirigent désormais l'entreprise familiale : Jean-Claude né en 1958 et Laurent né en 1967. Clément Fayat meurt le 3 juillet 2022.
L'entreprise a doublé de taille en 1994 grâce à l'acquisition du groupe Genest situé à Viry-Châtillon (Essonne). 
Fin 2008, le groupe Fayat fait l'acquisition du groupe de travaux publics Razel et en 2009 l'acquisition de Nord France Constructions puis de CARI (entreprise)[réf. nécessaire].
En 2021, les filiales groupe Fayat  « Urbaine de Travaux » et « Fayat Fondations », sont choisies pour effectuer les travaux du bassin de stockage d'Austerlitz.
Mediapart indique en 2022 que le groupe a monté une société offshore à l'Île Maurice, paradis fiscal, et mène une politique d'optimisation fiscale controversée. En février 2022, une enquête est lancée pour blanchiment de fraude fiscale aggravée. Deux filiales du groupe ont été perquisitionnées début juillet 2023. Ces filiales sont soupçonnées d'avoir participé à un montage fiscal selon lequel elles auraient transféré artificiellement une partie de leurs profits à une filiale mauricienne, et ce afin de bénéficier d'impôts moindres qu'en France.

## Entreprises du groupe
Elle conduit plusieurs activités, réparties entre plusieurs dizaines d'entreprises. L'activité historique du bâtiment et des travaux publics reste la plus importante. Les autres sont celles du domaine de l'électricité, de l'électronique et de l'informatique, la construction métallique, le matériel routier, la manutention et le levage et enfin la chaudronnerie[réf. nécessaire].
Répertoire des Sociétés du groupe (liste non exhaustive) :
| Travaux Publics - Razel-Bec - Darras et Jouanin - Fayat Entreprise TP - LN Maurice - SAML - Urbaine De Travaux Fondations - Franki Fondation - Sefi-Intrafor - Sols Et Fondations - Fayat Pilling Bâtiment - Bec Construction - CARI - Seg-Fayat, - Somifa, - BP Construction - Fayat Immobilier - Fayat Bâtiment - Nord France Constructions, - Roux Cabrero - SAPB | Énergie Services - FESI - Avéo - ERS - ERS MAINE - Citepark - Fareco - Satelec - Semeru - Cenergia - Sageces - Dhennin - Gabrielle - Laglasse & Omhover - Satcomptages - Sodeclim - TTI - Valiance - Fouchard - NXO Metal - ACML - ADC - Arnaudeau - Barbot CM - Castel et Fromaget - Castel Asia, Philippines - Castel Alu - CF Steel - Charignon - Comete-J.Paris (Fusion de Comete et Joseph Paris) - Fayat Métal - Fayat Métal Grand Projet (FMGP) - Félix Construction - Micha - SAE Famatec - Sarec - Vilquin - Viry, racheté en 2007 | Chaudronnerie - Charlatte Reservoirs - Le Reservoir Massal - Reservoirs X Pauchard Matériel Routier - Breining, Allemagne - Bomag - Charlatte Manutention - Dynapac, Suède - Marini, Italie - Marini-Ermont - Mathieu - PTC - Ravo - SAE - Scarab Sweepers, Royaume-Uni - Secmair Autres Activités - Vignobles Clément Fayat, |

## Acquisitions
Le groupe Fayat a une démarche permanente d'expansion qui s'exprime au travers de ses diverses acquisitions :
- Joseph Paris, ACML, AMIL et Quercy, entreprises de construction métallique, en 1992[11] ;
- Couturier, entreprise spécialisée dans la construction métallique basée à Croix dans le Nord, en 2007[10] ;
- Viry, entreprise spécialisée dans la construction métallique architecturale basée à Éloyes dans les Vosges, en 2007[10] ;
- CM Paimbœuf, entreprise spécialisée dans la construction métallique basée à Colombelles (14), en septembre 2008[12] ;
- Razel, entreprise de terrassement, travaux routiers et ouvrages d'art, le 20 octobre 2008[13] ;
- CARI (entreprise), Carros, en novembre 2009, pour devenir une filiale autonome qui conservera son organisation[14]. Cette acquisition, soumise à l’autorisation des autorités en matière de concentration, a été autorisée le 21 janvier 2010[15] ;
- Entreprise générale d'électricité ERS (entreprise) (Entreprise de Réseaux et Sources)[16] (Rennes)[17].
- Mecalac, groupe spécialisé dans le matériel de construction, acquis le 10 juin 2025[18].